# Solamish
Solamish (1272-1291) was gedurende drie maand sultan van de Mammelukkensultanaat Caïro in het jaar 1279, hij behoorde tot de Bahri dynastie.

## Levensloop
Na de dood van zijn vader Baibars in 1277 kwam de macht in de handen van zijn raadsman, emir Al-Mansur Qalawun. Hij dwong zijn oudere broer Al-Said Barakah te trouwen met zijn dochter en twee jaar later zette hij hem af. Solamish was slechts zeven jaar oud toen hij zijn broer verving. Na drie maand nam Qalawun het heft in eigen handen.
Solamish ging in ballingschap bij zijn broer te Al-Karak. Na de dood van zijn broer vluchtte hij naar Constantinopel waar hij in 1291 stierf.

## Bron
- R. L. Wolff /H. W. Hazard: The later Crusades, 1189–1311. XXII: The Mamluk Sultans to 1293. University of Wisconsin Press, Madison 1969. S. 750